# Allagash
Allagash város az USA Maine államában, Aroostook megyében. Lakosainak száma 237 fő (2020. április 1.).

## Népesség
A település népességének változása:

| 2010 | 239 |
| 2020 | 237 |